# Conchita Supervía
Conchita Supervía (ur. 9 grudnia 1895 w Barcelonie, zm. 30 marca 1936 w Londynie) – hiszpańska śpiewaczka operowa, mezzosopran.

## Życiorys
Studiowała w  Colegio de las Damas Negras w Barcelonie. Na scenie zadebiutowała w 1910 roku w Teatro Colón w Buenos Aires w operze Blanca de Beaulieu Césara Stiattesiego. W 1911 roku w Rzymie kreowała rolę Oktawiana we włoskiej premierze Kawalera srebrnej Róży Richarda Straussa, a w 1912 roku wystąpiła w Bolonii w tytułowej roli w Carmen Georges’a Bizeta. W latach 1915–1916 śpiewała w Chicago. Od 1924 roku występowała w mediolańskiej La Scali. W 1934 roku wystąpiła w filmie Victora Saville’a Eversong, opartym na życiu Nellie Melby W sezonie 1934/1935 występowała w Covent Garden Theatre w Londynie. W 1930 roku poślubiła brytyjskiego przedsiębiorcę sir Bena Rubensteina. Zmarła w połogu, na skutek komplikacji okołoporodowych.
Ceniona była za role w operach Gioacchino Rossiniego: jako Izabela we Włoszce w Algierze, Angelina w Kopciuszku i Rozyna w Cyruliku sewilskim.